# Зантария, Даур
Дау́р (Серге́й) Ба́дзович Занта́рия (абх. Даур Баӡ-иԥа Занҭариа; 25 мая 1953, Тамыш Абхазской АССР — 7 июля 2001, Москва) — абхазский и русский прозаик, поэт, публицист, киносценарист.

## Биография
Даур Зантария родился в селе Тамыш, ныне Очамчырский район Абхазии. Окончил филологический факультет Сухумского пединститута имени А. М. Горького (1975) и Высшие курсы киносценаристов в Москве (1984, мастерская В. И. Ежова — автора сценариев к фильмам «Баллада о солдате» и «Белое солнце пустыни»). Член Союза Писателей СССР (1984) и Союза Писателей Абхазии.
В 1977—1981 работал в абхазоязычном детском журнале «Амцабз» («Пламя»), в 1988—1992 — в Фонде культуры Абхазии. Поддерживал дружеские контакты с Ю. Кузнецовым, А. Битовым, Ф. Искандером, Т. Бек, М. Москвиной и другими известными писателями.
До середины 1990-х гг. писатель создавал произведения на абхазском языке, изредка — на русском. Заметным явлением в творчестве 3антария и литературной жизни Абхазии 1980-х стали его исторические повести и рассказы «Судьба Чу Якуба», «Енджи-Ханум, обойденная счастьем», «Следы зубров», «День певца» и другие. На основе своего рассказа «Сувенир» 3антария написал сценарий к одноимённому фильму («Грузия-фильм», 1986; режиссёр В. Аблотия). Также является автором сценариев к фильмам «Серебряная улица» и «Гроб на заказ» («Грузия-фильм», 1983; режиссёр Д. Нацвлишвили).
Во время грузино-абхазской войны 1992—1993 гг. было разрушено родное село Даура Зантария, семейный очаг, уничтожены рукописи, библиотека. В 1996 году писатель переехал в Москву, где работал обозревателем газеты «Россия», корреспондентом журнала «Эксперт». В этих и других изданиях он публиковал нравственно-философские эссе и статьи, посвящённые современным проблемам Кавказа, ситуации на Северном Кавказе и в Абхазии, этническим и военным конфликтам. Его рассказы, повести и стихи публиковались в газетах и журналах Абхазии и России.
В эти годы Зантария пишет на русском языке исторический роман с элементами магического реализма о грузино-абхазском конфликте «Золотое колесо», в котором, по утверждению автора, «абхазы показаны глазами грузин, грузины — глазами абхазов, и те и другие — глазами собаки и даже павлина». Роман, считающийся вершиной творчества Зантария, вышел в журнале «Знамя» в 1997 году и в 1998 — отдельной книгой.
Произведения Д. Зантария переводились на английский, на турецкий язык, на хинди.

## Сочинения
- Набережная. Рассказы. Сухуми, 1981.
- Стихотворения // Алашара. 1976. № 2. 1983. № 1 (на абх. яз.).
- Нар улбааит. Рассказы. Сухуми, 1984, (на абх. яз.).
- Витязь-хатт из рода Хаттов : рассказ / перевод Андрея Битова и автора // Сельская молодежь, 1987, № 8. С. 18-22.
- Быстроногий олень. Рассказы и повести. Сухуми, 1988, (на абх. яз.).
- Стихотворения // Аукцион. Сборник рассказов, стихов, статей. Сухуми, 1990. .
- Енджи-Ханум, обойденная счастьем. Повесть / Литературная Абхазия. Сухуми, 1991, № 1. (Также: Новый мир. 1994, № 3).
- Паха. Дворняжка Мазакуаль и петух Арсен. (Главы из романа «Золотое колесо») // Россия. 1996, декабрь.
- Кремнёвый скол / Дружба народов. 1999, № 7.
- Золотое колесо. Роман. М., (1998).
- Колхидский странник. Екатеринбург: У-Фактория, 2002.
- Мир за игольным ушком. (Поэзия. Проза. Публицистика. Дневники) Составители В. Зантариа, С. Арутюнов. Сухум, 2007.
- Собрание. Стихотворения; рассказы; повести; роман; публицистика; из дневников. Сухум: Абгосиздат, 2013. Сост. Владимир Зантариа.

## Фильмография
- «Сувенир»: киностудия «Грузия-фильм», 1986, автор сценария Д. Зантария, режиссёр В. Аблотия.
- «Серебряная улица»: киностудия «Грузия-фильм», 1983, автор сценария Д. Зантария, режиссёр Д. Нацвлишвили.
- «Гроб на заказ»: киностудия «Грузия-фильм», 1983, автор сценария Д. Зантария, режиссёр Д. Нацвлишвили

## Память
Даур Зантария был яркой творческой личностью, общение с ним оставляло на всех неизгладимое впечатление. Тексты, посвящённые ему, воспоминания о нём написали известные персоны: литераторы Пётр Алешковский, Леонид Бахнов, Татьяна Бек, Андрей Битов, Марина Москвина, Владимир Зантария, Виктор Куллэ, Владислав Отрошенко, Игорь Сид, кинодраматург Валентин Ежов, художник Адгур Дзари (Дзидзария) и многие другие.
- Даур Зантария выведен под собственным именем в качестве одного из важных персонажей автобиографического романа А. Битова «Оглашенные».
- В память о Д. Зантария в 2010 году в Сухуме, в его бывшей квартире создан Культурный центр Даура Зантария, чья деятельность направлена на сохранение и развитие абхазской национальной культуры. Директором Центра стала его создательница, известная общественная деятельница Циза Гумба. Центр предоставляет своё пространство для проведения литературных вечеров, фестивалей, лекций, киновстреч, курсов абхазского языка и иных самых различных культурных, творческих и образовательных инициатив.
- В честь Даура в Абхазии в 2011 и 2012 годах проводился, на базе Культурного центра Д. Зантария, международный мультижанровый фестиваль его памяти «Акуа-фест» (Акуа — древнее название Сухума) с участием известных писателей, художников, музыкантов, и литературоведческие Зантариевские чтения.[1][2]
- По известному стихотворению (сонету) Даура Зантария «Ночь» в 2011 году видеорежиссёром и композитором Алексеем Блажко создан одноимённый клип в жанре видеопоэзии.
- Собрание сочинений Даура Зантария в двух томах (на абхазском и на русском языке) вышло в Абхазском государственном издательстве в 2013 году. Материалом для издания стали архивы писателя, его публикации и публикации о нём, а также его неизданные рукописи, обнаруженные в последние годы. Составитель и автор предисловия — писатель, доктор филологии Владимир Зантариа.
- В мае 2023 года в Сухуме состоялась конференция, посвящённая творчеству Дауру Зантария, с участием друзей писателя – Владимира Зантария, Леонида Бахнова, Анила Джанвиджая, Владислав Отрошенко, Игоря Сида и многих других авторов. В декабре в московском Доме Ростовых прошёл под эгидой Ассоциации союзов писателей и издателей России вечер памяти Даура, посвященный 70-летию со дня его рождения. С воспоминаниями о писателе выступили директор Центра Даура Зантария в Сухуме Циза Гумба, составительница первой посмертной книги Даура «Колхидский странник» Марина Москвина, историк Юрий Анчабадзе, Леонид Бахнов, Владимир Зантария, Беслан Кобахия, Виктор Куллэ, Сергей Летов, Владислав Отрошенко, Игорь Сид, Руслан Харабуа, Сергей Шаргунов и другие. Было отмечено, что «в отношении Даура Зантария помимо обычных профессиональных определений "поэт", "прозаик", "эссеист", "кинодраматург" справедливо также употреблять термин "геопоэт": автор, создающий новые и преобразующий старые ландшафтно-территориальные мифы. Подлинных геопоэтов в истории культуры чрезвычайно мало; в России таким был поэт, художник Максимилиан Волошин».[3]